# Лоджа
Лоджа (фр. Lodja) - місто в центральній частині Демократичної Республіки Конго. Адміністративний центр провінції Санкуру. Розташований на висоті 450 м над рівнем моря .
У 2010 році населення міста за оцінками становило 61689 осіб . Велика частина населення розмовляють мовою тетела, поширена також мова лінгала. За 7 км від міста знаходиться аеропорт з ВПП довжиною 1600 м.

## Клімат
Місто знаходиться у зоні, котра характеризується мусонним кліматом. Найтепліший місяць — січень із середньою температурою 23.9 °C (75 °F). Найхолодніший місяць — червень, із середньою температурою 22.8 °С (73 °F).
| Клімат Лоджи            | Клімат Лоджи | Клімат Лоджи | Клімат Лоджи | Клімат Лоджи | Клімат Лоджи | Клімат Лоджи | Клімат Лоджи | Клімат Лоджи | Клімат Лоджи | Клімат Лоджи | Клімат Лоджи | Клімат Лоджи | Клімат Лоджи |
| Показник                | Січ.         | Лют.         | Бер.         | Квіт.        | Трав.        | Черв.        | Лип.         | Серп.        | Вер.         | Жовт.        | Лист.        | Груд.        | Рік          |
| Середня температура, °C | 24           | 24           | 24           | 24           | 24           | 23           | 23           | 23           | 23           | 24           | 24           | 24           | 23           |
| Норма опадів, мм        | 164          | 128          | 162          | 169          | 100          | 55           | 47           | 102          | 192          | 222          | 208          | 217          | 1768         |
| ----------------------- | ------------ | ------------ | ------------ | ------------ | ------------ | ------------ | ------------ | ------------ | ------------ | ------------ | ------------ | ------------ | ------------ |
| Джерело: Weatherbase    |              |              |              |              |              |              |              |              |              |              |              |              |              |